# 霸權動畫！
《霸權動畫！》，日本作家辻村深月所著的小說，題材為動畫製作。此作品為第12屆書店大獎入圍作品。改編真人版電影於2022年5月上映，由吉岡里帆主演，中村倫也、柄本佑、尾野真千子共演。片中描述吉岡和柄本、中村和尾野兩組動畫導演及製作人的組合，相互競爭以奪取動畫界霸權的故事。動畫製作公司Production I.G.負責製作片中登場的兩部動畫作品。

## 外部連結
- 電影官方網站（日語）
- 霸權動畫！的X（前Twitter）